# NGC 2351
NGC 2351 — группа звёзд в созвездии Единорог.
Этот объект входит в число перечисленных в оригинальной редакции «Нового общего каталога».
На координатах объекта, указанных Джоном Гершелем, нет ничего, но на 1 градус севернее находится группа из трёх ярких и нескольких слабых звёзд, которая вполне может быть NGC 2351.